# بازیافت باتری

بازیافت باتری یک فعالیت بازیافت است که با هدف کاهش تعداد باتری‌هایی که به عنوان زباله‌های جامد شهری دفع می‌شوند انجام می‌شود. باتری‌ها حاوی تعدادی فلزات سنگین و مواد شیمیایی سمی هستند و دفع باتری‌ها همانند فرایند زباله‌های خانگی معمولی انجام می‌شود، که این نوع از فرایند دفع نگرانی‌هایی را در مورد آلودگی خاک و آلودگی آب به وجود آورده‌است.

## بازیافت باتری بر اساس نوع
تعدادی زیادی از انواع مختلفی از باتری‌ها قابل بازیافت هستند. با این حال، بعضی از باتری‌ها راحت‌تر از سایر باتری‌ها بازیافت می‌شوند، برای مثال: باتری‌های سرب اسیدی خودرو (حدودا ۹۰٪ بازیافت می‌شوند) و سلول‌های دکمه‌ای (به دلیل سمی بودن و مواد شیمیایی آنها). باتری‌های نیکل-کادمیم قابل شارژ (Ni-Cd)، نیکل-هیدرید (Ni-MH)، لیتیوم-یون (Li-ion) و نیکل-روی (Ni-Zn) نیز از انواع باتری‌های قابل بازیافت می‌باشند. در حال حاضر هیچ گزینه بازیافت خنثی برای باتری‌های قلیایی یکبار مصرف وجود ندارد، اگرچه دستورالعمل‌های دفع مصرف‌کننده بسته به منطقه متفاوت است.

### باتری‌های سرب اسیدی
باتری‌های سرب اسیدی عبارتند از: باتری‌های خودرو، باتری‌های ماشین‌های ورزش گلف ، باتری‌های UPS، باتری بالابرهای صنعتی، باتری‌های موتورسیکلت، و باتری‌های تجاری همگی از انواع باتری‌های سرب اسیدی هستند. این باتری‌ها می‌توانند باتری‌های سرب-اسید معمولی، سرب-اسید مهر و موم شده، ژل مانند یا حصیر شیشه‌ای جاذب باشند. این نوع از باتری‌ها با آسیاب کردن و سپس خنثی کردن اسید و جداسازی پلیمرهای موجود از سرب بازیافت می‌شوند. { مواد بازیافت شده کاربردهای مختلفی دارند. از جمله این کاربردها می‌توان به ساخت باتری‌های جدید اشاره کرد.

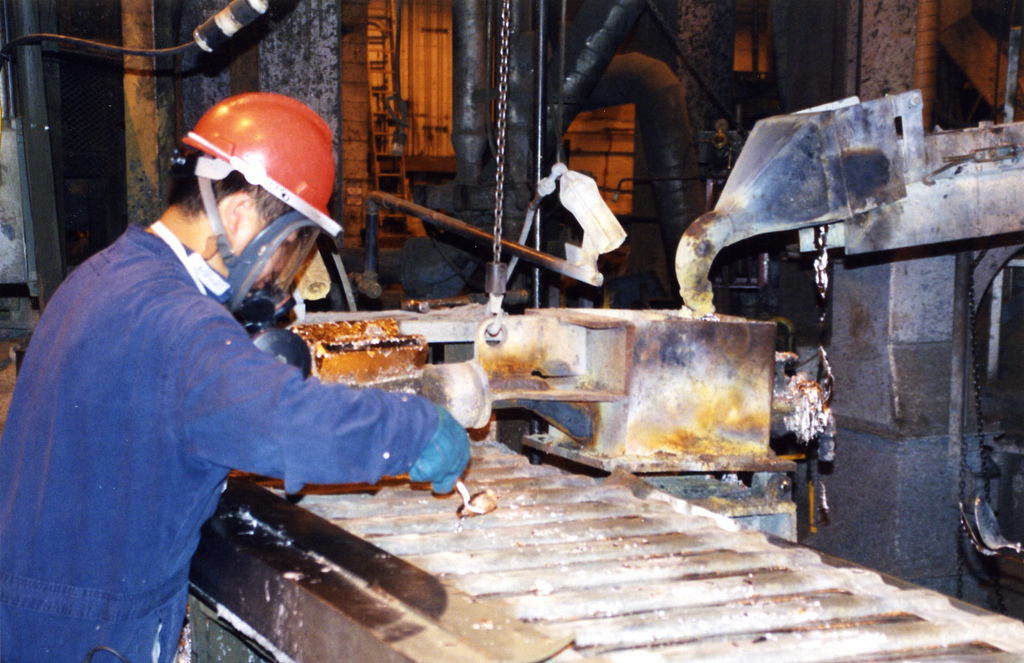
بازیافت سرب از باتری‌ها

سرب موجود در باتری سرب اسیدی را می‌توان بازیافت کرد اما با توجه به آن کهسرب از عنصرهای سمی است و بنابراین باید از جریان زباله دور نگه داشته شود.

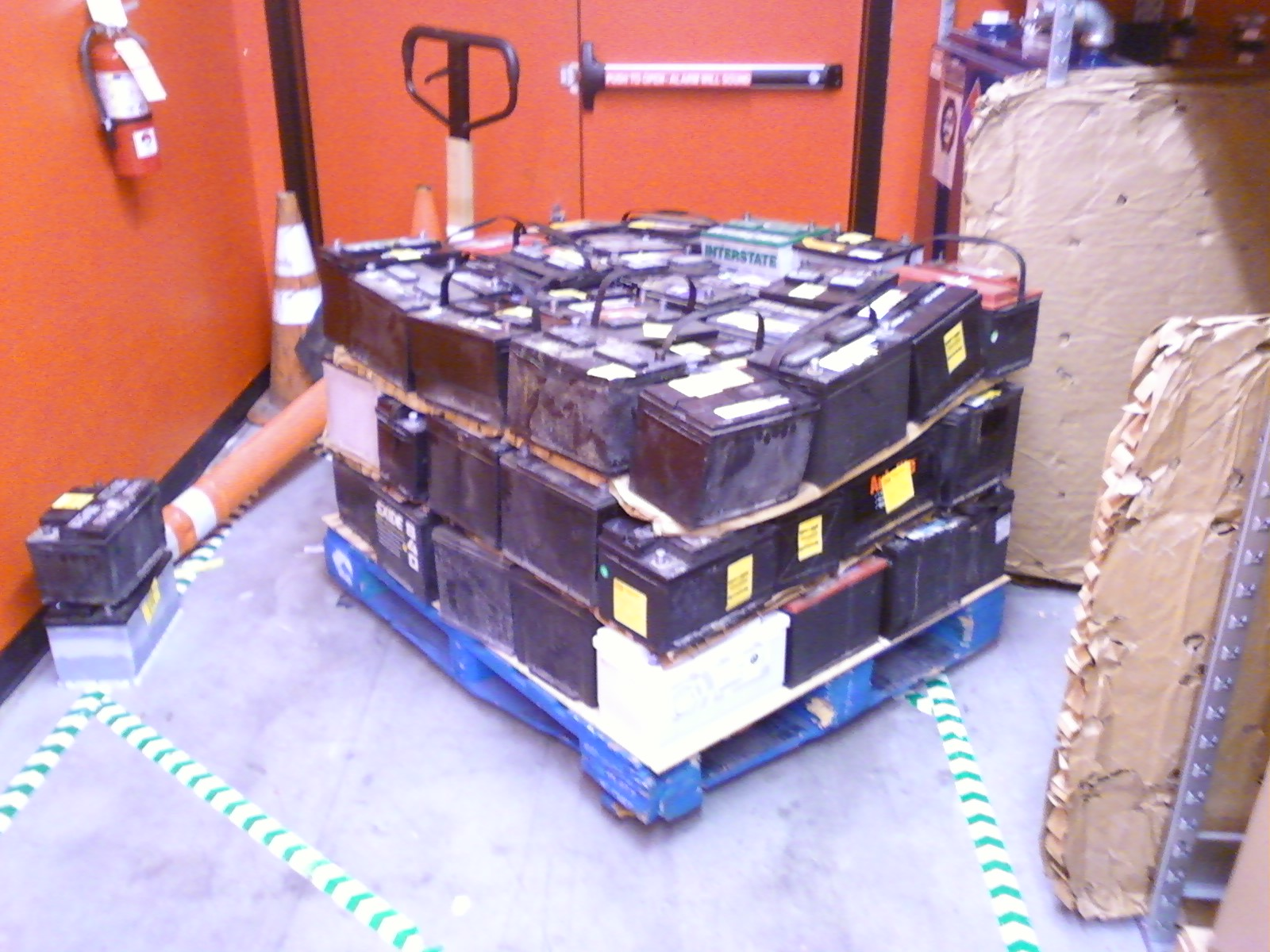
باتری‌های سرب اسیدی که توسط یک خرده فروش قطعات خودرو برای بازیافت جمع‌آوری شده‌است.

بدنه باتری سرب اسیدی اغلب از پلی پروپیلن یا ABS ساخته می‌شود که خو این پلیمر را می‌توان بازیافت کرد، اگرچه محدودیت‌های قابل توجهی در بازیافت پلاستیک وجود دارد.
تعداد زیادی از از شهرها خدمات بازیافت باتری را برای باتری‌های سرب اسید ارائه می‌دهند. در برخی از حوزه‌های قضایی، از جمله ایالت‌های ایالات متحده و استان‌های کانادا، به ازای بازگرداندن باتری‌های قدیمی و استفاده شده مبلغی را به شما بازمی‌گردانند. این امر موجب تشویق امر بازیافت باتری‌های قدیمی به جای رها کردن یا دور ریختن با زباله‌های خانگی می‌شود. کسب‌وکارهایی که باتری‌های جدید خودرو می‌فروشند ممکن است باتری‌های استفاده شده را را نیز برای بازیافت جمع‌آوری کنند (یا طبق قانون این کسب و کارها به انجام این کار ملزم هستند).
طبق گفته یک گروه تبلیغاتی صنعت باتری، شورای باتری، حدود ۹۹ درصد از سرب موجود درباتری‌های قدیمی و استفاده شده در ایالات متحده آمریکا بازیابی می‌شود.
آژانس حفاظت از محیط زیست ایالات متحده (EPA)، تحت دولت‌های مختلف، جمهوری‌خواه و دموکرات، میزان کمتر و متفاوتی از بازیافت باتری سرب-اسید را گزارش می‌دهد، و به طورکلی آژانس حفاظت از محیط زیست ایالات متحده (EPA) گزارش داده‌است که از سال ۱۹۸۲ الزامات اقتصادی و نظارتی مختلف به میزان‌های متفاوتی که بین ۶۰ تا ۹۵ درصداست به امر بازیابی سرب کمک کرده‌است. .
با این وجود، در اکتبر سال ۲۰۲۰، نزدیک به پایان دولت ترامپ، آژانس حفاظت از محیط زیست ایالات متحده (EPA) بیانیه ای را منتشر کرد که بدون ذکر صریح منبع تخمین، اما به‌طور غیرمستقیم نشان دهنده دخالت منابع صنعت بود. «در سال ۲۰۱۸، مقدار بازیافت سرب باتری‌ها حدود ۹۹ درصد تخمین زده شده بود»،
طبق گزارش EPA Superfund در سال ۱۹۹۲، حدود ۸۰ درصد از سرب مصرفی در ایالات متحده صرف ساخت باتری‌های سربی می‌شد، که حدود ۶۰ درصد آن در زمانی بود که سرب قیمت پایینی داشت، اما با گذشت زمان و افزایش قیمت سرب، گزارش‌ها حاکی از آن است که ۵۰ درصد از نیاز کشور ایالات متحده به سرب از سرب بازیافتی تأمین می‌شود.
سرب ماده‌ای بسیار سمی است و فرآوری آن می‌تواند منجر به آلودگی محیطی وهمچنین آلودگی افراد و در نتیجه به خطر انداختن سلامتی افراد و حتی ناتوانی طولانی‌مدت شود. بر اساس یک رتبه‌بندی، بازیافت باتری سرب اسیدی، با فاصله زیادی از مرگبارترین فرایند صنعتی، در سطح جهان به‌شمار می‌رود، به طوری که تخمین زده می‌شود که از نظر سال‌های عمر از دست رفته به علت ناتوانی افراد - حدود ۲٬۰۰۰٬۰۰۰ تا ۴٬۸۰۰٬۰۰۰ سال از عمر انسان هارا از دست رفته‌است.
آلودگی سرب محله‌ها ناشی از فرایند بازیافت باتری‌ها است. در سال ۱۹۹۲، آژانس حفاظت از محیط زیست ایالات متحده (EPA) گزارش داد که ۲۹ مکان بازیافت سرب در لیست پاکسازی Superfund EPA قرار دارند که ۲۲ مورد از آنها در «لیست اولویت ملی» قرار دارد

### باتری‌های اکسید نقره
باتری‌های اکسید نقره که اغلب در ساعت‌ها، اسباب‌بازی‌ها و بعضی از وسایل پزشکی استفاده می‌شوند، حاوی مقادیر کمی از جیوه هستند. غالباً حوزه‌های قضایی، مدیریت دفع جیوه را برعهده دارند تا میزان جیوه رها شده در محیط را کاهش دهند . باتری‌های اکسید نقره را می‌توان برای بازیابی جیوه بازیافت کرد.

### باتری‌های لیتیوم یونی
باتری‌های لیتیوم یون و باتری‌های لیتیوم آهن فسفات (LiFePO4) اغلب در میان فلزات مفید دیگر حاوی مس و آلومینیوم با عیار بالا و بسته به ماده فعال، فلزات واسطه کبالت و نیکل و همچنین خاک‌های کمیاب هستند. برای جلوگیری از کمبود کبالت، نیکل و لیتیوم در آینده و همچنین ایجاد چرخه عمر پایدار این فناوری‌ها، فرآیندهای بازیافت باتری‌های لیتیومی مورد نیاز است. در این فرایندها علاوه بر کبالت، نیکل، مس و آلومینیوم را از سلول‌های باتری استفاده شده بازیافت کرد، بایذ میزان قابل توجهی از لیتیوم را نیز بازیابی کنند. از دیگر مواد ارزشمندی که قابلیت بازیافت دارند می‌توان به گرافیت و منگنز اشاره نمود. امروزه و در حال حاضر با استفاده از فرآیندهای بازیافت در حدود ۲۵ تا ۹۶ درصد از مواد یک سلول باتری لیتیوم یون را می‌توان بازیافت کرد. برای دستیابی به این هدف (ایجاد چرخه عمر پایدار این فناوری‌ها و عدم کمبود فلزات با ارزش در آینده)، چندین گام در زنجیره‌های فرایند پیچیده ترکیب می‌شوند و در عین حال ایمنی را تضمین می‌کنند.
این گام‌ها عبارتند از:
- غیرفعال کردن یا تخلیه باتری (به خصوص در مورد باتری‌های وسایل نقلیه الکتریکی)
- جداسازی سیستم‌های باتری (به ویژه در مورد باتری‌های وسایل نقلیه الکتریکی)
- فرآیندهای مکانیکی (شامل فرآیندهای خرد کردن، مرتب‌سازی و الک کردن)[۱۶]
- بازیابی الکترولیت[۱۷]
- فرآیندهای هیدرومتالورژی
- فرآیندهای پیرومتالورژیکی

خطرات خاص در رابطه با با فرآیندهای بازیافت باتری‌های لیتیوم یون شامل خطرات الکتریکی، شیمیایی و حرارتی و پتانسیل کنش و واکنش میان آنها است. یکی از عوامل پیچیده حساسیت به آب است: لیتیوم هگزا فلوروفسفات، یک ماده الکترولیت است، که احتمال واکنش آن با آب واکنش وجود دارد و مجصول ای واکنش اسید هیدروفلوئوریک خواهد بود. برای جلوگیری از این واکنش سلول‌ها اغلب در یک حلال غوطه ور می‌شوند. سپس باجدا کردن و برداشتن رول‌های ژله ای، مواد را با هم زدن اولتراسونیک حذف می‌کنند و الکترودها را برای ذوب کردن و بازیافت آماده می‌کنند.
برخلاف مسائل ایمنی قابل توجه که وجود دارد، سلول‌های کیسه ای که برای نجات مس استفاده می‌شود آسان‌تر بازیافت می‌شوند.
از سال ۲۰۱۹، بازیافت باتری‌های لیتیوم یونی در بیشتر موارد لیتیوم استخراج نمی‌کند، زیرا فناوری باتری‌های لیتیوم یونی به‌طور پیوسته در حال تغییر است و فرآیندهای بازیافت نوع از این باتری‌ها در چند سال آینده به‌طور کاملی از بین خواهد رفت. استخراج لیتیوم از باتری‌های قدیمی و مستهلک پنج برابر گران‌تر از لیتیوم استخراج شده از معادن است.اما با این حال، استخراج لیتیوم در مقیاس کوچک (توسط برخی شرکت‌ها) صورت می‌پذیرد.مدل ترمودینامیکی برای بهینه‌سازی فرایند استخراج لیتیوم در حال توسعه است. که در نتیجه آن، لیتیوم به همراه تمامی فلزات دیگر در یک مرحله با هزینه کمتر بازیافت می‌شود. یک بخش مهم از اقتصادی در بازیافت، میزان کبالت بازیافتی است. تولیدکنندگانی که برای حذف کبالت از محصولات خود تلاش می‌کنند ممکن است پیامدهای ناخواسته کاهش بازیافت را ایجاد کنند.
یکی از رویکردهای جدید، حفظ ساختار کریستالی کاتد، که منجر به حذف مقدار قابل توجهی انرژی برای بازسازی آن است.
صرفه جویی در انرژی و راه حل‌های مؤثر بازیافت برای باتری‌های لیتیوم یون می‌تواند ردپای کربن که به علت ساخت باتری‌های لیتیوم یون یه وجود می‌آید را به انداره قابل توجهی کاهش دهد.

### ترکیب باتری بر اساس نوع
حروف کج نشاندهنده انواع سلول‌های دکمه ای را می‌باشد. حروف پررنگ نیز نشان دهنده انواع ثانویه هستند. همه ارقام به درصد هستند. به دلیل گرد شدن ممکن است مجموع دقیقاً به ۱۰۰ نرسد.
| Type           | Fe   | Mn   | Ni  | Zn   | Hg  | Li | Ag | Cd | Co | Al | Pb  | Other | KOH | Paper | Plastic | Alkali | C   | Acids | Water | Other |
| -------------- | ---- | ---- | --- | ---- | --- | -- | -- | -- | -- | -- | --- | ----- | --- | ----- | ------- | ------ | --- | ----- | ----- | ----- |
| Alkaline       | ۲۴٫۸ | ۲۲٫۳ | ۰٫۵ | ۱۴٫۹ |     |    |    |    |    |    |     | ۱٫۳   |     | ۱     | ۲٫۲     | ۵٫۴    | ۳٫۷ |       | ۱۰٫۱  | ۱۴    |
| Zinc-carbon    | ۱۶٫۸ | ۱۵   |     | ۱۹٫۴ |     |    |    |    |    |    | ۰٫۱ | ۰٫۸   |     | ۰٫۷   | ۴       | ۶      | ۹٫۲ |       | ۱۲٫۳  | ۱۵٫۲  |
| Lithium        | ۵۰   | ۱۹   | ۱   |      |     | ۲  |    |    |    |    |     |       |     |       | ۷       |        | ۲   |       |       | ۱۹    |
| Mercury-oxide  | ۳۷   | ۱    | ۱   | ۱۴   | ۳۱  |    |    |    |    |    |     |       | ۲   |       | ۳       |        | ۱   |       | ۳     | ۷     |
| Zinc-air       | ۴۲   |      |     | ۳۵   | ۱   |    |    |    |    |    |     |       |     |       | ۴       | ۴      | ۱   |       | ۱۰    | ۳     |
| Lithium        | ۶۰   | ۱۸   | ۱   |      |     | ۳  |    |    |    |    |     |       |     |       | ۳       |        | ۲   |       |       | ۱۳    |
| Alkaline       | ۳۷   | ۲۳   | ۱   | ۱۱   | ۰٫۶ |    |    |    |    |    |     |       |     |       | ۶       | ۲      | ۲   |       | ۶     | ۱۴    |
| Silver oxide   | ۴۲   | ۲    | ۲   | ۹    | ۰٫۴ |    | ۳۱ |    |    |    |     | ۴     |     |       | ۲       | ۱      | ۰٫۵ |       | ۲     | ۴     |
| Nickel-cadmium | ۳۵   |      | ۲۲  |      |     |    |    | ۱۵ |    |    |     |       |     |       | ۱۰      | ۲      |     |       | ۵     | ۱۱    |
| NiMH           | ۲۰   | ۱    | ۳۵  | ۱    |     |    |    |    | ۴  |    |     | ۱۰    |     |       | ۹       | ۴      |     |       | ۸     | ۸     |
| Li-ion         | ۲۲   |      |     |      |     | ۳  |    |    | ۱۸ | ۵  |     | ۱۱    |     |       |         |        | ۱۳  |       |       | ۲۸    |
| Lead–acid      |      |      |     |      |     |    |    |    |    |    | ۶۵  | ۴     |     |       | ۱۰      |        |     | ۱۶    |       | ۵     |

## بازیافت باتری بر اساس مکان
بازیافت باتری یک صنعت بین‌المللی محسوب می‌شود. و اغلب کشورها باتری‌های سرب اسیدی مصرف شده خود (ULAB یا SLAB) را به سایر کشورها به جهت بازیافت صادر می‌کنند. به همین دلیل، دستیابی به تجزیه و تحلیل با دقت بالا از نرخ دقیق بازیافت داخلی کشورها می‌تواند بسیار دشوار باشد.
به‌علاوه، دراغلب کشورها، بازیافت باتری‌های اسید سرب (معمولاً از خودروها و موتورسیکلت‌ها) عمدتاً ه‌طور غیررسمی توسط افراد یا شرکت‌های غیررسمی، بدون ثبت سوابق رسمی یا بدون نظارت مؤثر نظارتی صورت می‌گیرد.
ULABها و SLABها به عمدتاً به عنوان " ضایعات خطرناک " دسته‌بندی می‌شوند و شامل مقررات در رابطه با ایمنی، ذخیره‌سازی، جابجایی و حمل و نقل می‌شوند، اگرچه این قوانین در هر کشوری با کشور دیگر تفاوت دارد. یک توافقنامه بین‌المللی چندجانبه، کنوانسیون بازل، به‌طور رسمی بر تمام جابجایی‌های فرامرزی پسماندهای خطرناک برای دفع یا بازیافت، در میان ۱۷۲ کشور امضاکننده، حاکم است. (ایالات متحده آمریکا یکی از اعضا نیست، اما تسهیلات جایگزین با سازمان همکاری اقتصادی و توسعه (OECD)، و با کانادا و با مکزیک (که در آن کشتی‌های بسیاری ULABs و SLABبرای پردازش زباله را دارا می‌باشد.).
| کشور     | درصد بازده | درصد بازده |
| کشور     | 2002       | ۲۰۱۲       |
| -------- | ---------- | ---------- |
| سوئیس    | ۶۱٪        | ۷۳٪        |
| بلژیک    | ۵۹٪        | ۶۳٪        |
| سوئد     | ۵۵٪        | ۶۰٪        |
| آلمان    | ۳۹٪        | ۴۴٪        |
| اتریش    | ۴۴٪        | –          |
| هلند     | ۳۲٪        | –          |
| بریتانیا | –          | ۳۲٪        |
| فرانسه   | ۱۶٪        | –          |
| فنلاند   | ۱۵٪        | ۴۰ درصد    |
| کانادا   | ۳٪         | ۵٫۶٪       |

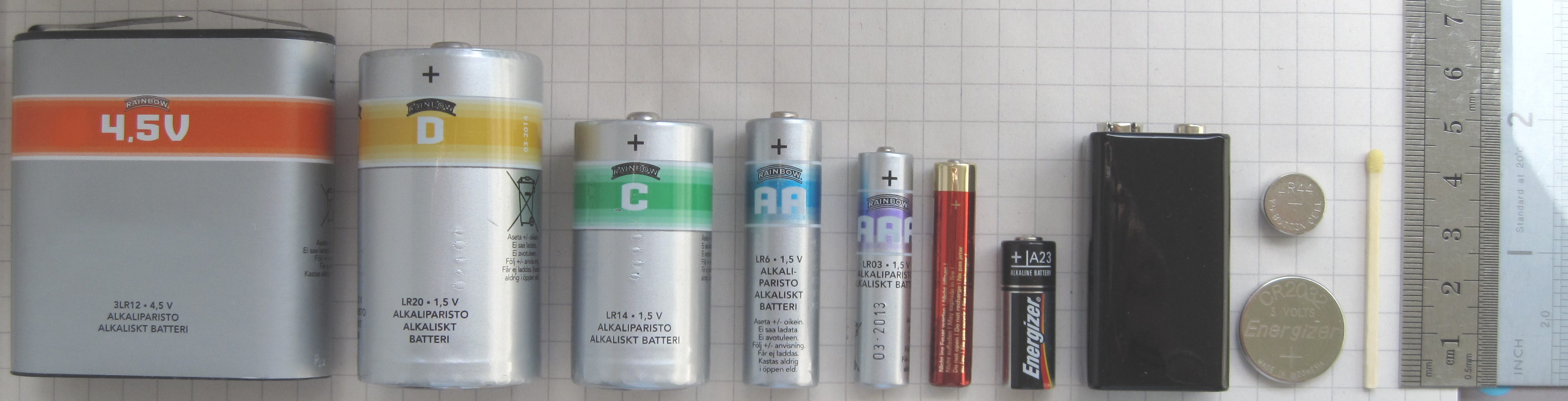
سلول‌های ۴٫۵ ولت، D, C، AA, AAA, AAAA, A23، ۹ ولت، CR2032، و LR44 در اکثر کشورها قابل بازیافت هستند.

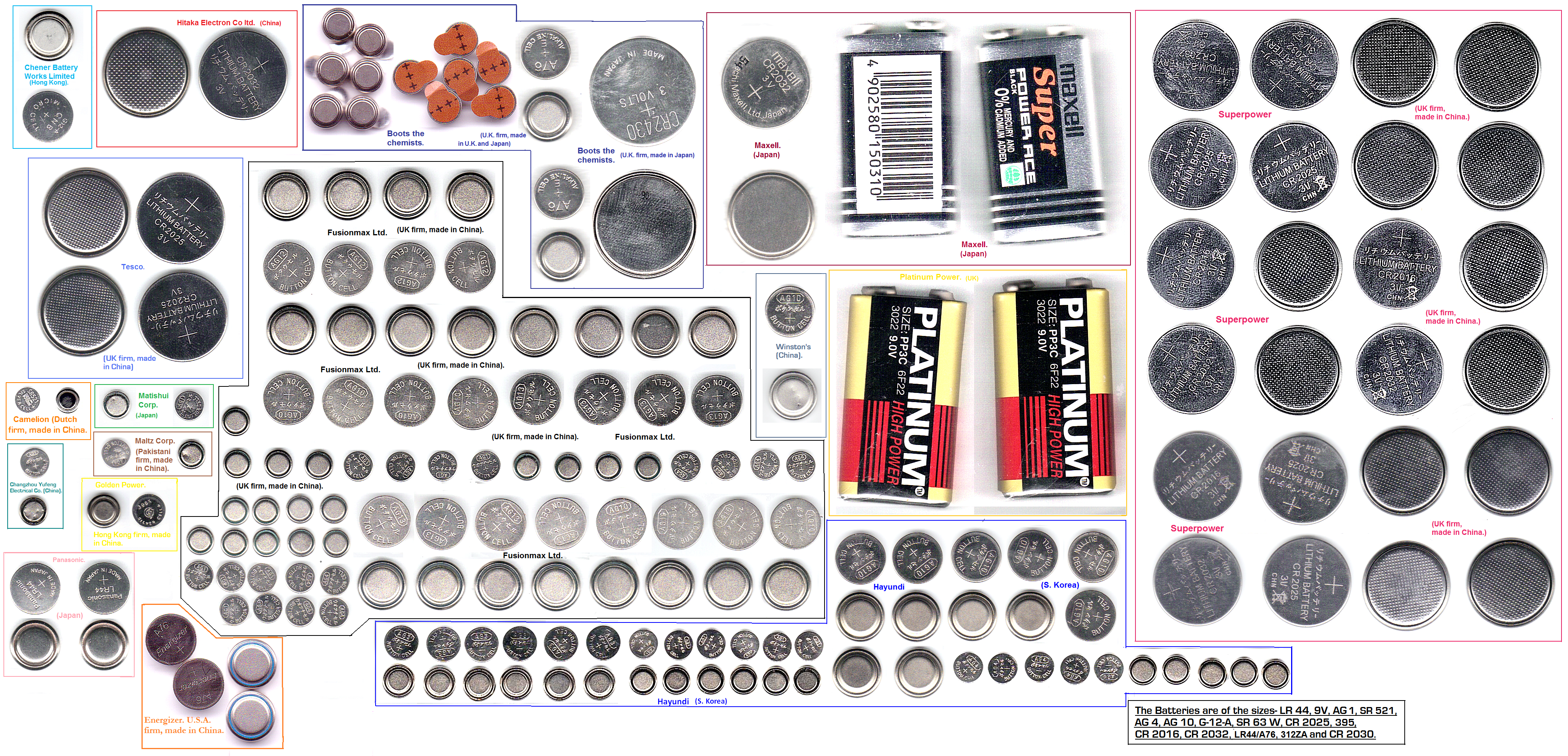
چندین اندازه دکمه و سلول سکه ای. همه آنها در بریتانیا و ایرلند قابل بازیافت هستند.

* ارقام مربوط به سه‌ماهه اول سه‌ماهه و دوم سال ۲۰۱۲می‌باشد.

### اتحادیه اروپا

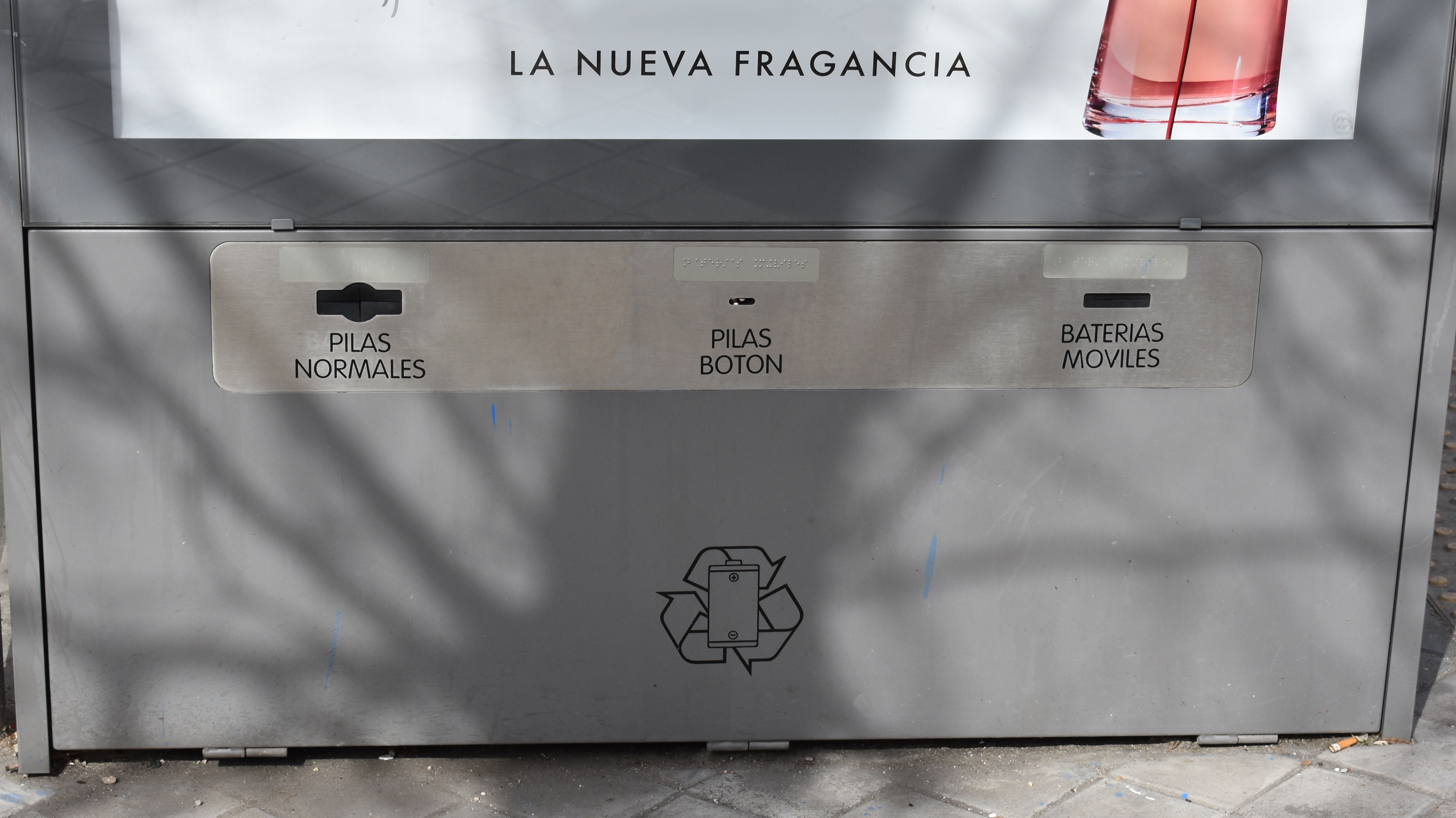
ایستگاه بازیافت باتری در ایستگاه اتوبوس در مادرید.

در سال ۲۰۰۶، اتحادیه اروپا دستورالعمل باتری را به تصویب رساند که یکی از اهداف آن افزایش نرخ بازیافت باتری بود. دستورالعمل اتحادیه اروپا بیان می‌کند که دست کم ۲۵٪ از کلیه باتری‌های مصرف شده اتحادیه اروپا باید تا سال ۲۰۱۲ جمع‌آوری شوند و تا سال ۲۰۱۶ به کمتر از ۴۵٪ برسد، که دست کم ۵۰٪ آن باید بازیافت شود.

### جزایر کانال
در ابتدای سال ۲۰۰۹، Guernsey با راه‌اندازی تأسیسات بازیافت Longue Hougue، ابتکار عمل را به دست گرفت، که در میان سایر عملکردها، یک نقطه تخلیه برای باتری‌های استفاده یا مصرف شده ارائه می‌دهد تا بتوان آن باتری‌ها را در خارج از جزیره بازیافت نمود. تبلیغات حاصل به این معنی بود که بسیاری از مردمبه طور مسولانه ای به درخواست خود برای دور انداختن باتری‌ها به عمل کردند.

### بریتانیا
از آوریل سال ۲۰۰۵ تا مارس سال ۲۰۰۸، سازمان غیردولتی WRAP بریتانیا کبیر روش‌های بازیافت باتری را در سراسر بریتانیا مورد آزمایش قرار داد. روش‌های آزمایشی شامل: آزمایش‌های کرب‌ساید، تحویل خرده‌فروشی، آزمایش‌های پستی، بیمارستانی و آتش‌نشانی بودند. آزمایش‌های حاشیه‌ای بیشترین میزان جرم باتری را جمع‌آوری کردند، این آزمایش‌های حاشیه ای بیشترین استقبال و درک عموم را کسب کردند. کانتینرهای قرار داده شده در سطح جامعه که در اطراف مناطق محلی گسترده شده بودند نیز از نظر انبوه باتری‌های جمع‌آوری شده نسبتاً عملکرد موفقیت‌آمیزی. کمترین عملکرد مربوط به آزمایشات بیمارستان و خدمات آتش‌نشانی بود (اگرچه اینها برای انواع باتری‌های تخصصی مانند سمعک و باتری‌های هشدار دود به خوبی به هدف خود عمل کردند). کارآزمایی‌های خرده‌فروشی از نظر حجم، در جایگاه دوم روش‌های مؤثر بود، اما یکی از کم‌ترین استقبال و استفاده‌شده توسط عموم بود. هم آزمایش‌های کناری و هم پستی بالاترین آگاهی و حمایت جامعه را دریافت کردند.
باتری‌های خانگی را می‌توان در بریتانیا درمکان بازیافتی که توسط شورای شهر به وجود آمده و همچنین در بعضی از فروشگاه‌ها و مراکز خرید بازیافت کرد. یرای مثال:Dixons, Currys The Link و PC World .
طرحی که در سال ۲۰۰۸ توسط یک شرکت خرده‌فروشی بزرگ شروع شد، بدین گونه بود که باتری‌های خانگی به صورت رایگان در پاکت‌های موجود در مغازه‌هایشان ارسال می‌شدند. این طرح به درخواست پست سلطنتی به علت آن که ارسال زباله‌های خطرناکی که از باتری‌های صنعتی و همچنین باتری‌های خانگی به وجود می‌آمد به وجود می‌آمد لغو شد.
یکی از دستورالعمل‌هایی که توسط اتحادیه اروپا که در سال ۲۰۰۹ در مورد باتری‌ها لازم الاجرا شد بدین ترتیب بود که که تولیدکنندگان باتری‌ها باید هزینه جمع‌آوری، تصفیه و بازیافت باتری‌ها را بپردازند. با این وجود تا به حال این قانوندر کشور بریتانیا به تصویب نرسیده‌است، در نتیجه در حال حاضر هیچ انگیزه واقعی برای تولیدکنندگان برای ارائه خدمات لازم وجود ندارد.
در بریتانیای کبیر تعدادی از مغازه‌ها که تعداد آن‌ها روبه افزایش است مانند(Argos, Homebase, B&Q, Tesco، و Sainsbury's) جعبه‌ها و سیلندرهای برگشت باتری را برای مشتریان خود فراهم می‌کنند.

### آمریکای شمالی
صنعت باتری‌های قابل شارژ، شرکت بازیافت باتری قابل شارژ (RBRC) را راه اندازی کرده‌است که یک برنامه بازیافت باتری به نام Call2Recycle را در تمام ایالات متحده و کانادا اجرا می‌کند. RBRC به کسب و کارها ظروف حمل و نقل پیش پرداختی را برای انواع باتری‌های قابل شارژ پرداخت می‌کند در حالی که مصرف‌کنندگان می‌توانند باتری‌ها را در مراکز متعددی که شرکت برای جمع‌آوری تدارک دیده‌است تحویل دهند. این برنامه اذعان دارد که هیچ‌یک از اجزاء باتری‌های قابل بازیافت در نهایت اصلاً به مکان دفن زباله نمی‌رسد. برنامه‌های دیگر، همچون برنامه Big Green Box وجود دارد که، یکی از برنامه‌های بازیافت برای تمام مواد شیمیایی، از جمله آنها می‌توان به باتری‌های اولیه مانند باتری‌های قلیایی و لیتیوم اولیه اشاره کرد.
یک مطالعه نرخ بازیافت باتری در کانادا را بر اساس داده‌های RBRCبرآورد کرد. بر اساس آن مقاله در سال ۲۰۰۲، نرخ جمع‌آوری برابر با ۳٫۲٪ برآورد شده بود. این مطلب عنوان می ۳٫۲ درصد از باتری‌های قابل شارژ بازیافت شده و بقیه باتری‌ها همچون زباله دور ریخته شده‌اند. این مقاله نتیجه‌گیری کرد که تا سال ۲۰۰۵، نرخ جمع‌آوری به اندازه ۲٫۴ درصد افزایش یافته و به ۵٫۶ برسد.
در سال ۲۰۰۹، Kelleher Environmental مطالعه موجود درپاراگراف قبل را به روزرسانی نمود. این به روز رسانی به برآورد موارد زیر می‌پرداخت. مقادیر نرخ جمع‌آوری برای مفروضات احتکار ۵ [و] ۱۵ ساله به ترتیب عبارتند از: ۸٪ تا ۹٪ برای باتری‌های NiCd، ۷٪ تا ۸٪ برای باتری‌های NiMH، و ۴۵٪ تا ۷۲٪ برای باتری‌های لیتیوم یون و لیتیوم پلیمر ترکیبی. . نرخ جمع‌آوری از طریق برنامه [RBRC] برای تمام باتری‌های مصرف‌کننده اسید-سرب مهر و موم شده کوچک (SLA) در پایان عمر، ۱۰٪ برای فرضیات احتکار ۵ ساله و ۱۵ ساله برآورد شد. [. . .] همچنین باید عنوان کرد که در این این ارقام مجموعه ای از باتری‌های مصرف‌کننده ثانویه راکه از طریق منابع دیگر وجود داردرا محاسبه نکرده، و نرخ واقعی مجموعه‌ها به احتمال بسیار بالایی بیشتر از از این مقادیر عنوان شده در مقاله به روز رسانی شده‌است. "
مقاله ای در نوامبر سال ۲۰۱۱ در روزنامه نیویورک تایمز آمریکاگزارش داد که باتری‌های جمع‌آوری شده در ایالات متحده آمریکا به نحوه افزایشی به کشور مکزیک برای بازیافت منتقل می‌شوند. که در نتیجه باعث ایجاد شکاف بین سخت‌گیری‌های محیطی و مقررات کاری بین دو کشور شده‌است.
در سال ۲۰۱۵، شرکت باتری سازیEnergizer اعلام کرد که باتری‌های یکبار مصرف AAA و AA قلیایی در دسترس ساخته شده با ۳٫۸٪ تا ۴٪ (وزنی) باتری‌های بازیافتی، با نام تجاری EcoAdvanced ساخته می‌شود.

### ژاپن
ژاپن یک قانون ملی بازیافت باتری ندارد، درنتیجه توصیه می‌شود از قوانین و مقررات محلی و منطقه ایکه در مورد دفع باتری‌ها وضع شده‌است پیروی کنید. انجمن باتری ژاپن (BAJ) توصیه می‌کند که باتری‌های دست اول قلیایی، روی کربن و لیتیوم را می‌توان به عنوان زباله‌های معمولی خانگی دور ریخت. موضع و رویه انجمن باتری ژاپن (BAJ) در مورد باتری‌های سلول دکمه ای و باتری‌های ثانویه به سمت بازیافت و افزایش استاندارد ملی برای مواجهه با این نوع از باتری‌ها است.
در آوریل سال ۲۰۰۴، مرکز بازیافت باتری قابل شارژ قابل حمل ژاپن (JBRC) برای مدیریت و ترویج بازیافت باتری در سراسر ژاپن به وجود آمد. مرکز بازیافت باتری قابل شارژ قابل حمل ژاپن (JBRC محفظه‌های بازیافت باتری را در اختیار فروشگاه‌ها و سایر نقاط جمع‌آوری قرار می‌دهند.

### هندوستان
طبق گفته‌های انجمن توسعه روی سرب هند (ILZDA)، کشور هند یکی از اصلی‌ترین مصرف‌کنندگان باتری‌های سرب اسیدی در جهان می‌باشد. کشور هند، اخیراً با افزایش سریع در میانگین ثروت، شاهد افزایش قابل توجهی در وسایل نقلیه موتوری و طبق انتظار افزایش در بازیافت باتری‌های سرب اسیدی را شاهد بوده‌است.
کشور هند هیچگونه صنعتی که به بازیافت برنامه‌ریزی شده و رسمی بپردازد ندارد. این صنعت برای عموم قابل احترام نیست و مکان‌های تعیین شده‌ای برای بازیافت ندارد. با این حال، در کشورهند با جمعیت وسیعی از مردم که هنوز در فقر هستند، بیشتر بازیافت باتری‌های سرب اسید توسط افراد و شرکت‌های کوچک غیررسمی انجام می‌شود که اغلب هیچ گونه اقدامات احتیاطی ایمنی یا محیطی در نظر نمی‌گیرند.
ILZDA تغییرات زیادی در صنعت کشور هند و مقررات آن خواستار شده‌است، از جمله نام‌نویسی کلیه فروشنده‌های باتری، جمع‌آوری بازپرداخت‌های آن‌ها، و معرفی بهترین بازیافت‌کنندگان ثبت‌شده و در عین حال مجازات برای متخلفان مقررات دولتی.
(Amara RajaوGravita India) دو تا از بزرگترین شرکت‌های سرب هند -- Gravita India به عنوان تولیدکننده/صادر کننده سرب و Amara Raja به عنوان تولیدکننده باتری‌های سرب -- برای بازیافت سالانه ۸۰۰۰ تن ضایعات سرب از تأسیسات Amara Raja راجا شریک شدند و آن را برای استفاده مجدد به آنها بازگرداند (Gravita اذعان داشت که توانایی بازیافت و فرآوری سالانه تا ۵۰۰۰۰ تن سرب و آلومینیوم را دارا می‌باشد). این شرکت‌ها بیلان کردند که برنامه مشترک آن‌ها به منظور پیشبرد حفاظت از محیط زیست و پایداری می‌باشد.